# گوشت مرغ
گوشتِ مرغ رایج‌ترین گوشت ماکیان در جهان است. مرغ به روش‌های کبابی، سوخاری، سرخ کردن، بخارپز، آب‌پز و خورشتی آماده می‌شود و در بسیاری از غذاها مورد استفاده است.

## پیشینه
مرغ‌های کنونی هزاران سال پیش از نسل مرغ جنگلی سرخ بودند که از شبه‌قاره هند گسترش یافتند.

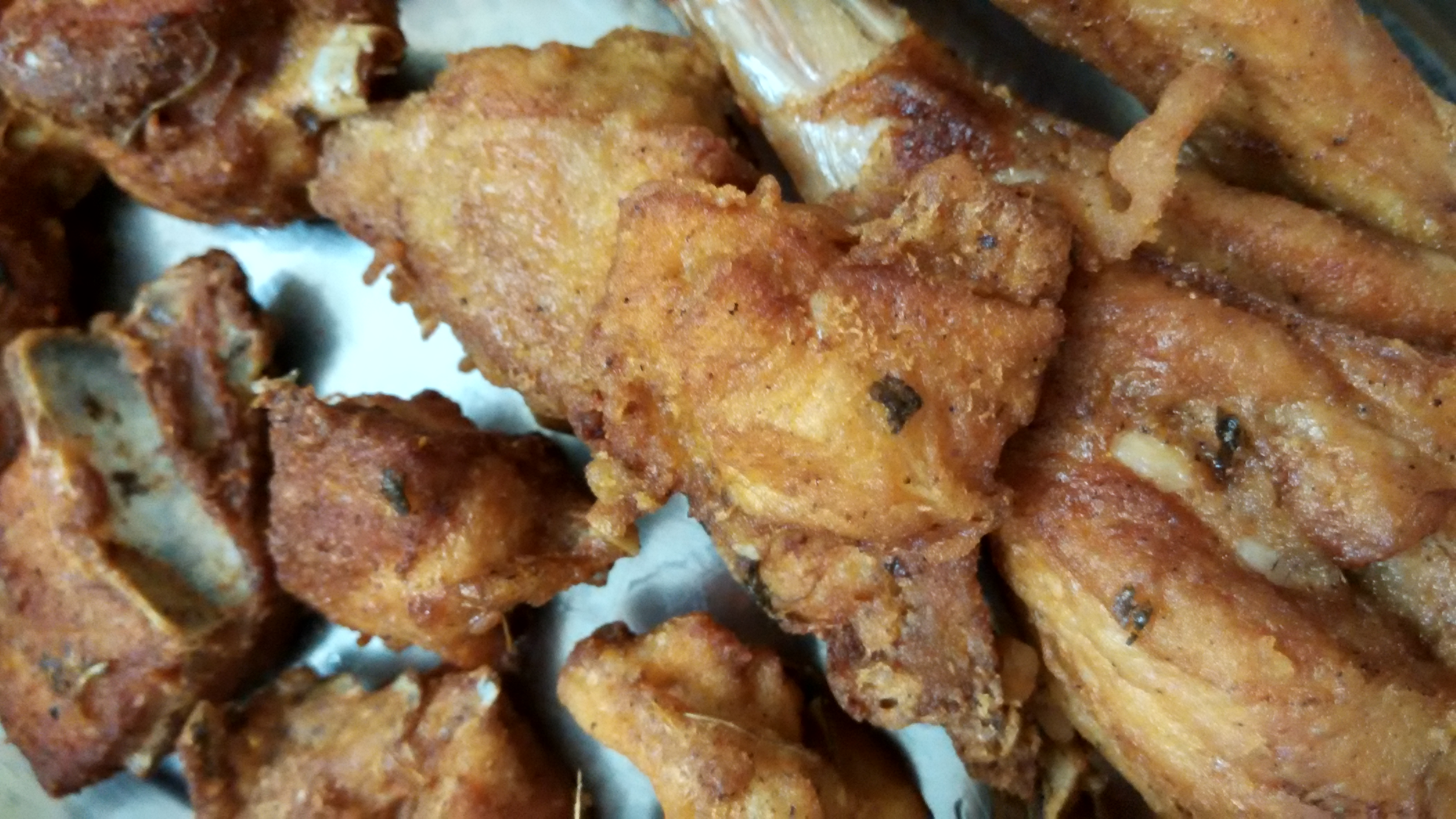
مرغ سرخ‌شده

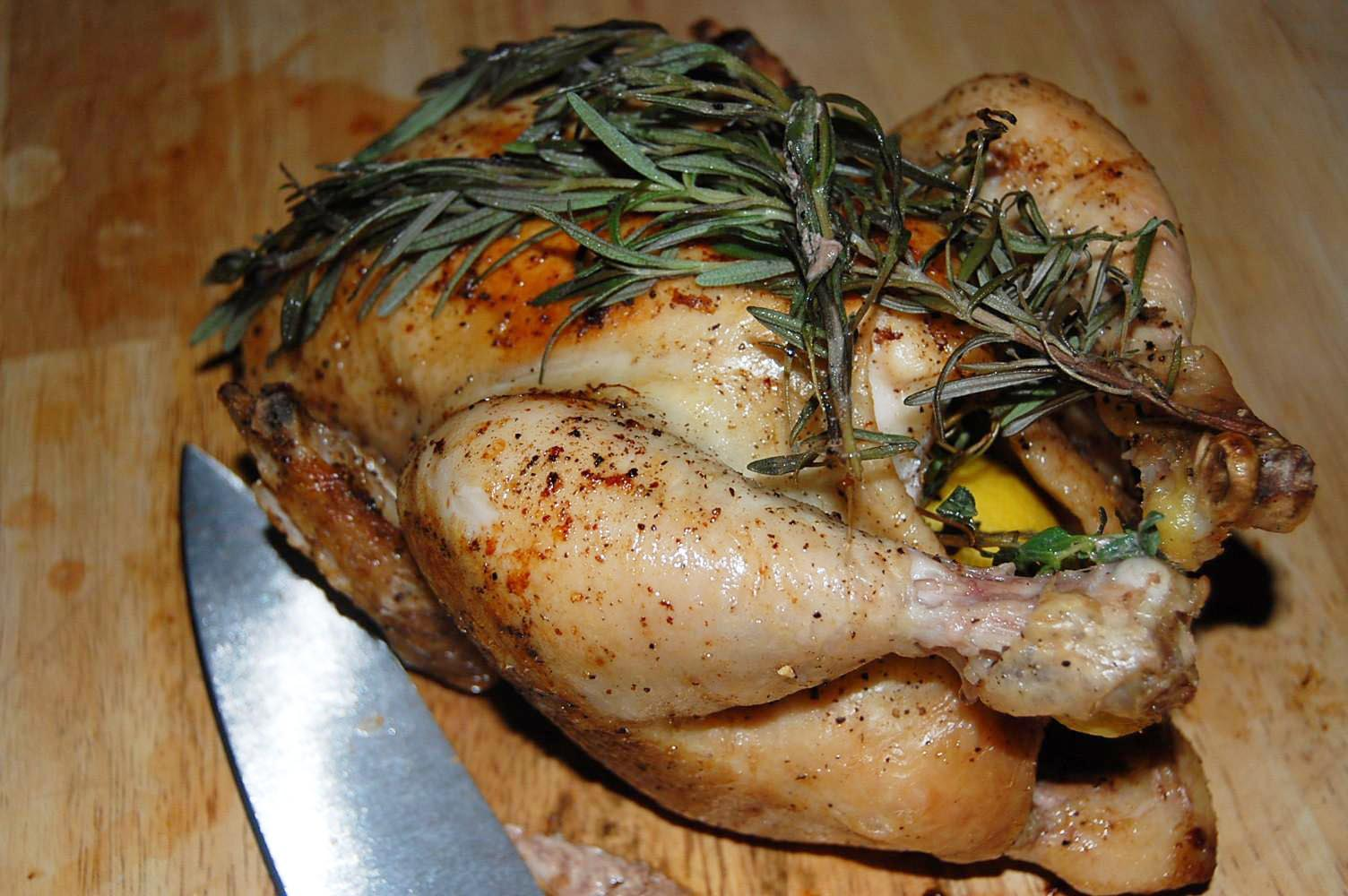
مرغ شکم‌پر

مرغ به عنوان غذا از سال ۶۰۰ قبل از میلاد در دیواره‌های قصر بابلیان به تصویر کشیده شده بود. گوشت مرغ یکی از رایج‌ترین گوشت‌های موجود در قرون وسطی بود.
در ایالات متحده در دههٔ ۱۸۰۰ میلادی، مرغ گران‌تر از گوشت‌های دیگر بود و فقط ثروتمندان می‌توانستند از آن استفاده کنند. و همچنین در طول جنگ جهانی دوم نیز به دلیل کمبود گوشت گاو و گوشت خوک، قیمت گوشت مرغ افزایش یافت. در اروپا مصرف گوشت مرغ در سال ۱۹۹۶ به علت شیوع آنفلوآنزا در گاو و گوسفندان به شکل چشم‌گیری افزایش یافت.

## اصلاح نژاد
پیش از توسعهٔ نژادهای تجاری گوشتی، جوجه خروس‌ها به عنوان جوجهٔ گوشتی مورد استفاده قرار می‌گرفت. پرورش و اصلاح نژاد جوجه‌مرغ‌های گوشتی در سال‌های ۱۹۱۶ صورت گرفت.

## نژادهای گوشتی
از مهم‌ترین نژادهای گوشتی می‌توان به موارد زیر اشاره نمود.

### پلیموث راک
نژاد پلیموث راک (Plymouth Rock) اولین بار در سال ۱۸۲۹ در بوستون آمریکا، به معرض نمایش گذاشته شد. معتقدند که اصلیت این پرنده‌ها و هویت آن‌ها از دست رفته‌است؛ و این نوع مرغ مخلوطی از چند نژاد است. اولین و برجسته‌ترین آمیزش، آمیزش خروس دومینیکو با کوشین سیاه یا مرغ جاوای سیاه است که خاستگاه اولیهٔ آن پوتنام در کنتیکت است. این نژاد در اولین استانداردهای آمریکایی طیور در سال ۱۸۷۴ پذیرفته شد. این نژاد همیشه به خاطر پرهای استثنایی و در هم محبوب بوده‌است. اگر از فاصلهٔ نزدیک به پرهای این مرغ نگاه شود، مشاهده خواهد شد که انتهای همهٔ پرها سیاه رنگ است. نژاد پلیموث راک نقره‌ای که خاستگاه آن نیویورک است از آمیزش برهمایی تیره رنگ و ویندوت نقره‌ای به وجود آمده‌است.

### کورنیش

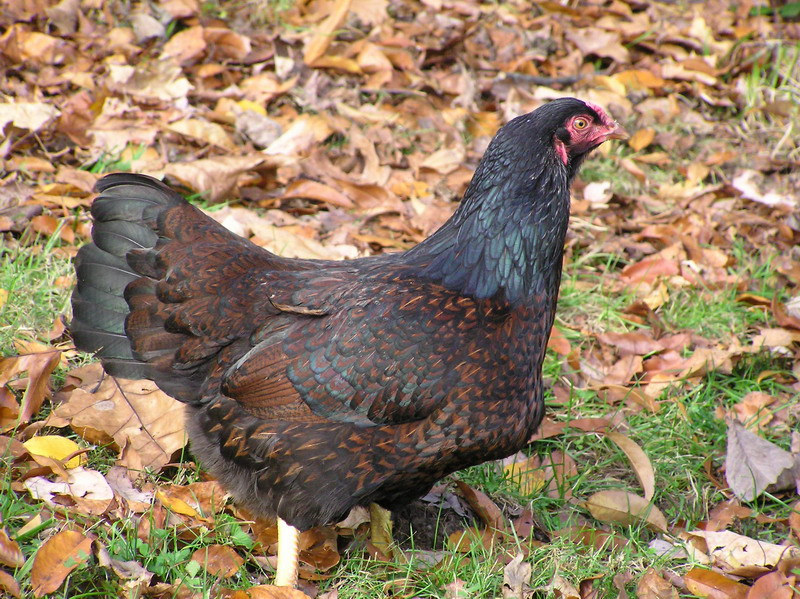
مرغ نژاد کورنیش

کورنیش از اختلاط نژادهای آسل، مالای و نژاد جنگی انگلیسی و کورنیش جنگی هندوستان به وجود آمده‌است. دارای شانهٔ پهن، اندام نسبتاً بلند، سینهٔ وسیع و برجسته و دست و پای بلند است. این نژاد از نظر رنگ، به سه رنگ سفید، سیاه و قرمز است.

### کوشین
اصل این نژاد از چین و از ناحیهٔ شانگهای است، به همین دلیل به آن شانگهای نیز گفته می‌شود. این نژاد دارای بدنی سنگین بوده و در ساق پا پرهای فراوانی دارد. رشد سینه کم و به طرف پایین کشیده‌است و پرها بلند و دور از یکدیگر هستند. تولید تخم‌مرغ در این نژاد به دلیل تعداد زیاد کُرچ شدن کم است.

## فواید
مرغ منبع مناسب پروتئین است و ۱۲۰ گرم آن حدود ۷۰ درصد نیاز پروتئین بدن را برآورده می‌سازد. مرغ منبع بسیار مناسبی از ویتامین ب۳ (نیاسین) است که یک ویتامین ضد سرطان است. دی‌ان‌ای به ویتامین ب۳ نیاز دارد و کمبود نیاسین به اندازهٔ کمبود سایر ویتامین‌های گروه ب در ارتباط مستقیم با بیماری‌های ژنتیکی است.

## روش‌های پخت
مرغ به روش‌های کبابی، سوخاری، سرخ کردن، بخارپز و خورشتی آماده می‌شود. همچنین برخی مرغ را در ابتدا سرخ می‌کنند و سپس می‌پزند و برخی دیگر مستقیم آن را درون قابلمهٔ آب قرار داده و می‌پزند.

## تشخیص گوشت مرغ تازه
نخستین علامت در سلامت گوشت مرغ توجه به ظاهر و پوست آن است که باید عاری از هرگونه خون‌مردگی یا کبودی بوده و صاف، براق و یکدست باشد. قسمت شکمی مرغ تازه نباید بوی گندیدگی و تعفن دهد. رنگ گوشت مرغ باید به رنگ زرد کهربایی و بافت آن باید سفت باشد.

## خوراک‌ها با گوشت مرغ
گوشت مرغ در خوراک‌های متعددی مورد استفاده است. برخی از آن‌ها عبارت‌اند از:
- سالاد الیویه
- ساندویچ مرغ
- سوپ مرغ و انواع دیگر سوپ
- مرغ سوخاری
- جوجه‌کباب
- زرشک‌پلو با مرغ
- باقلاپلو با مرغ
- کباب بختیاری
- اکبر جوجه
- کباب ترکی
- کباب کوبیدهٔ مرغ
- پاستا
- فسنجان
- انواع پیتزا
- شنیتسل و ناگت مرغ
- سوسیس و کالباس
- بال کبابی

## نگارخانه

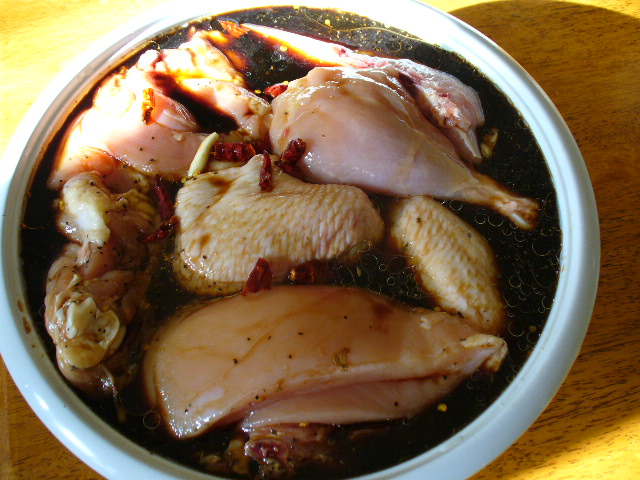
خواباندن مرغ برای کباب کردن
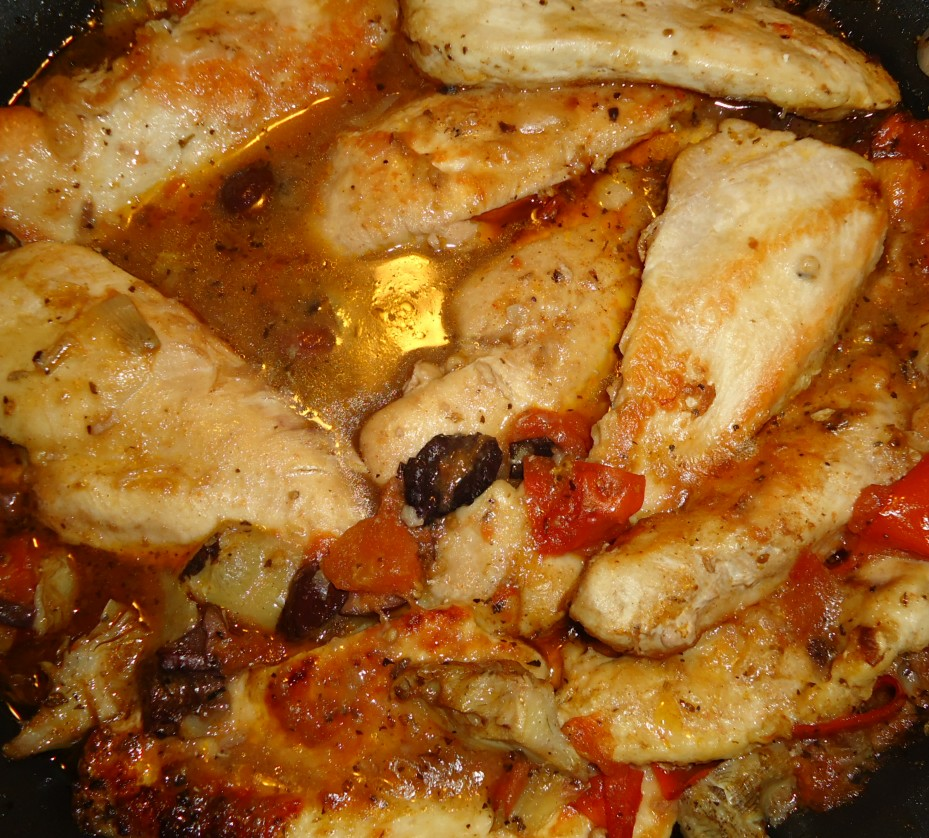
خوراک مرغ با قارچ، گوجه فرنگی ، ادویه جات و ترشی جات
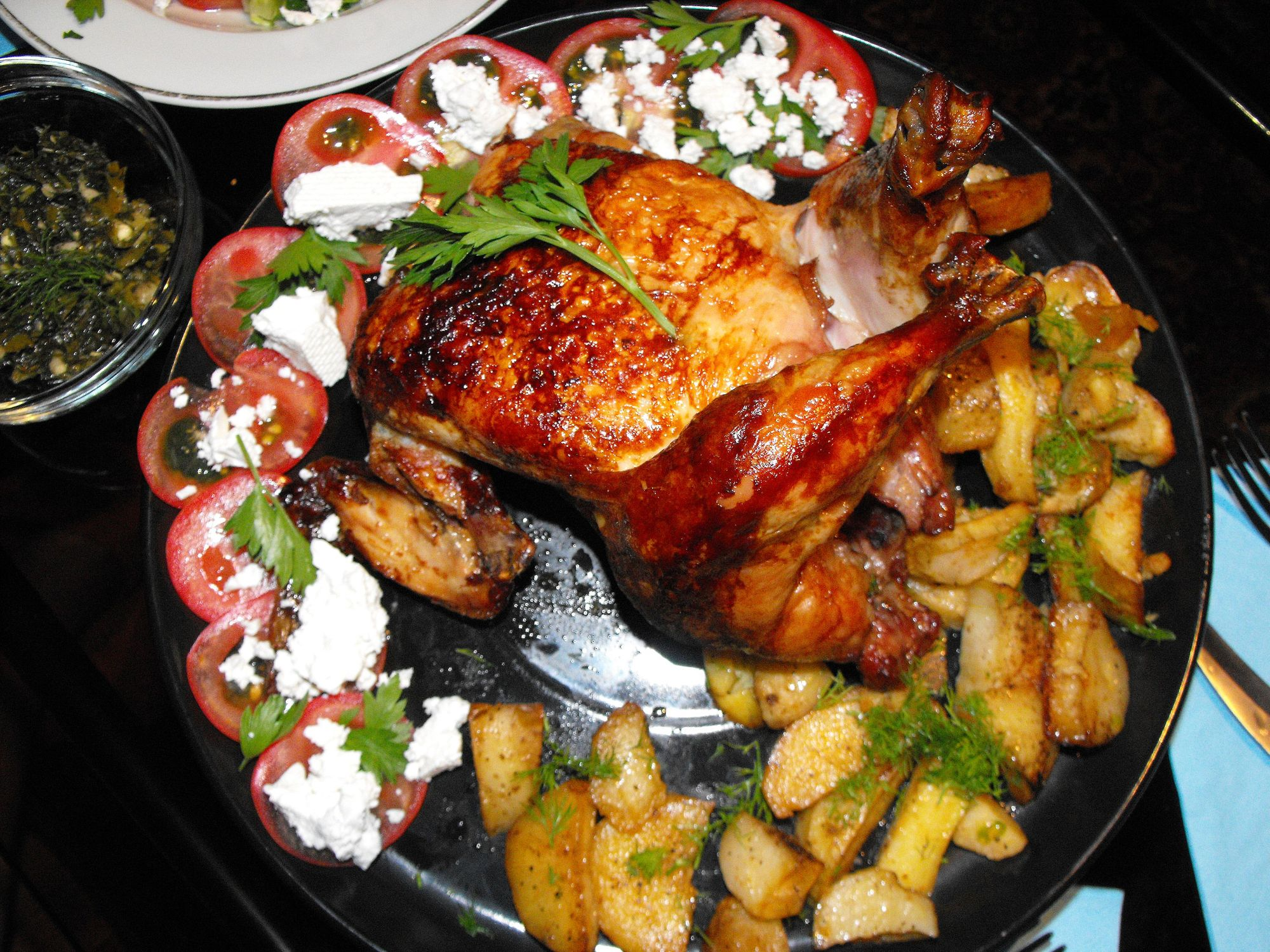
مرغ کبابی با سیب زمینی و مخلفات
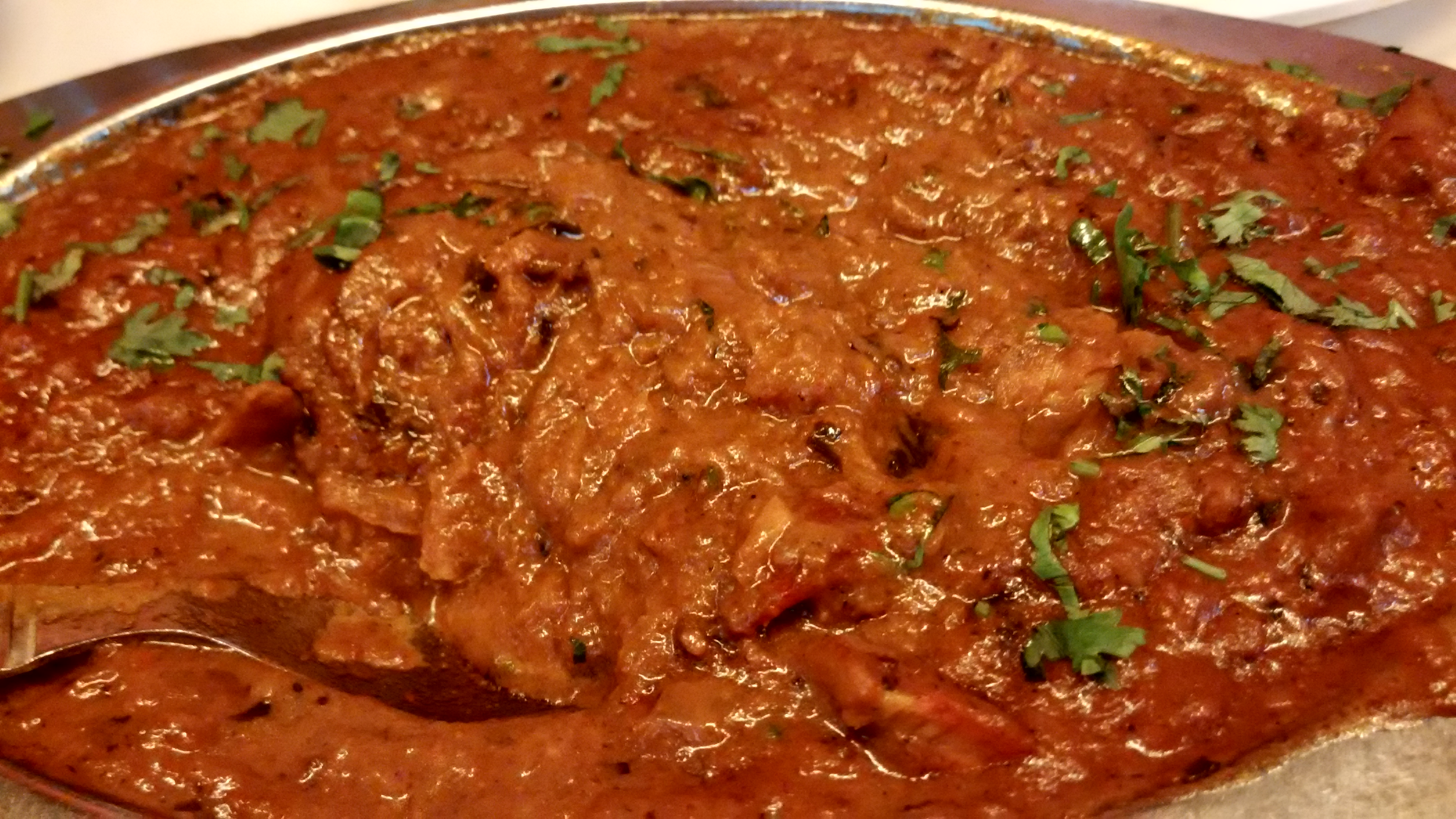
خورش مرغ masala در هند